# قائمة الديانات والعقائد

## الأساطير (الميثولوجيا) القديمة
- الميثولوجيا العربية
- ميثولوجيا بلاد الرافدين
- الميثولوجيا الفينيقية
- ميثولوجيا مصر القديمة (أو الفرعونية)
- الميثولوجيا الإغريقية
- الميثولوجيا الفارسية (أو الإيرانية القديمة)
- الميثولوجيا اليابانية
- الميثولوجيا الصينية
- الميثولوجيا الهندية
- الميثولوجيا الكلتية (أو سلتية)
- الميثولوجيا الرومانية
- الميثولوجيا الجرمانية
- الميثولوجيا الإسكندنافية

## الديانات التوحيدية
| - الصابئة المندائية - اليزيدية - - حتى القرن الأول الميلادي - السامريون - الفريسيون - الصدوقيون - الغيورون - الأسينيون - السيكاري - الفقراء(الإيبونيون) - المغارية - المعالجون (ثيرابيوتاي) - المستحمون في الصباح (هيميروبابتست) - عبدة الإله الواحد (هبسستريون) - البنائون - اليهودية والإسلام - القراءون - الحسيدية - اليهودية الإصلاحية - اليهودية الأرثوذوكسية - اليهودية المحافظة |

### المسيحية
| قائمة غير كاملة - - الأرثوذكسية - الكنيسة اليونانية الأرثوذكسية - بطريركية أنطاكية وسائر المشرق للروم الأرثوذكس - كنيسة التوحيد الأرثوذكسية الإثيوبية - كنيسة الإسكندرية والكرازة المرقسية للأقباط الأرثوذكس - كنيسة انطاكية وسائر المشرق للسريان الأرثوذكس - الكنيسة الأرمنية الرسولية الأرثوذكسية - كنيسة المشرق - كنيسة المشرق الآشورية - كنيسة المشرق القديمة - الكاثولكية - كنيسة الروم الملكيين الكاثوليك - كنيسة السريان الكاثوليك - كنيسة الأرمن الكاثوليك - كنيسة الأقباط الكاثوليك - كنيسة بابل للكلدان - الكنيسة الإنطاكية السريانية المارونية - كنيسة اللاتين في القدس | كنائس مسيحية أخرى - - بروتستانتية - الكنيسه الاسقفيه - لوثرية - انابابتية - كنيسة يسوع الحقيقي - كنيسة الأخوة البليموث - المعمدانية (البابتية) - جمعية الأصدقاء الدينية (أيضاً يعرفون بالكويكرز) - الكنيسة الانغليكانية أو أنغليكية - المورمونية - كنيسة يسوع المسيح لقديسي الأيام الأخيرة أو الكنيسة المورمونية - المسيحية اليهودية - الكنائس المتحدة - اريانية - غنوصية - كاثار - الكنيسة الغنوصية - بوربورية - كاربوكراتية |

### الإسلام
| - أهل السنة والجماعة - حنفية (مذهب فقهي) - مالكية (مذهب فقهي) - شافعية (مذهب فقهي) - حنبلية (مذهب فقهي) - ظاهرية (مذهب فقهي) - الليثية (منقرضة) - الأوزاعية (منقرضة) - الثورية (منقرضة) - جريرية (منقرضة) - شيعة - الإمامية الاثني عشرية - الأصولية - الإخبارية - الشيخية - السبئية - الكيسانية(منقرضة) - المختارية - إسماعيلية - درزية (الموحدون) - قرامطة - مستعلية - نزارية - سبعية - العلوية - الزيدية - الجارودية - صالحية - الهادوية - سالمية - الفطحية (منقرضة) - واقفية (منقرضة) - السميطية (منقرضة) - الثلاث عشرية (منقرضة) - خطابية (منقرضة) - الإباضية - فرق إسلامية أخرى - معتزلة (منقرضة) - صوفية - خوارج - أزارقة (منقرضة) - نجدات (منقرضة) - بيهسية (منقرضة) - عجاردة (منقرضة) - الميمونية (منقرضة) - الثعالبة (منقرضة) - صفرية (منقرضة) - قاديانية - أحمدية - ديوبندي - مرجئة - قدرية - جهمية - القرآنيين - الكرامية - ذكرية (طائفة) - البلاليون |

## الديانات الشرقية
- المجوس
- زورانية
- الكيومرثية
- المزدكية
- الخرمية

- الزرادشتية

| - - الهندوسية - الفيشنوية - الشيفية - البهاكتية - البوذية - التيرافادا (أو تيراوادا) - الفاجرايانا - ماهايانا - زن - الديانات الفارسية القديمة - المانوية - الشنتوية - الجينية - الكونفشيوسية - الطاوية |

السيخية

## الديانات الطبيعية وغيرها
| - الشامانية - الوثنية - الاساترو - الويكا - الويكا الإسكندرية - الويكا الدايانية (أيضاً تسمى الويكا النسائية) - الويكا الغاردنيرية - الويكا الجنية - السُمُّم - الطوطمية | - ديانات اليد اليسارية - عبادة الجن - التنين الأحمر - وسام المعبد الشمسي - عبادة الشيطان أو الشيطانية - كنيسة الشيطان - وسام الزاويات التسعة - السيتيانية - معبد سيت - الهائجة - ثيليما - وسام المعبد الشرقي (Ordo Templi Orientis) - أخوان زحل (Fraternitas Saturni) |

## المعتقدات اللادينية
- الحاد
- ربوبية
- لا أدرية
- لاكتراثية
- إنسانوية (فلسفة)
- المذهب الطبيعي الوجودي
- لادينية
- عدمية
- وجودية
- سفسطة
- شكوكية فلسفية
- دهرية